# Pacyfikacja wsi Liszki
Pacyfikacja wsi Liszki (też:  Pacyfikacja Liszek) – masowy mord ludności cywilnej dokonany przez okupantów niemieckich nocą z 3 na 4 lipca 1943 we wsi Liszki w gminie Liszki w powiecie krakowskim. Niemcy zamordowali wówczas 27 mężczyzn i 3 kobiety.
Pacyfikacja była odwetem za działalność partyzancką Polaków w czasie II wojny światowej.
Podobne mordy na polskiej ludności dokonywano w ramach „akcji oczyszczania”.

## Przebieg pacyfikacji
Niemcy otoczyli kordonem całe Liszki, robili rewizje w domach, potem spędzili ludzi na łąkę i kazali leżeć nieruchomo, twarzą do ziemi. Była to niedziela, do Liszek przybywali też mieszkańcy okolicznych wiosek na mszę, byli tu zatrzymywani przez Niemców, żeby dołączyli do leżących na łące. Zatrzymanych brutalnie całodniowo przesłuchiwano i torturowano. Na koniec Niemcy – strzałem w tył głowy – zamordowali 30 osób. Do tortur i egzekucji doszło w stodole na wzgórzu „Maciejówka” w pobliżu kościoła św. Mikołaja. Po pacyfikacji okupanci nałożyli na wioskę kontrybucję i podpalili część zabudowań, zakazując gaszenia pożarów. Na koniec zmusili mężczyzn do wykopania rowu, do którego wrzucili ciała zamordowanych.

Niemcy przesłuchiwanym związywali ręce na plecach i za te ręce wieszali, potem bili po całym ciele. Przerażeni, wymęczeni po tym „przesłuchaniu” mieszkańcy byli wyprowadzani i dostawali nakaz leżenia na wzgórzu nazywanym Maciejówka.

Wśród śmiertelnych ofiar pacyfikacji był m.in. Antoni Suski ze znanej  krakowskiej rodziny kupieckiej, której własnością były majątki ziemskie w Kryspinowie i Liszkach, oraz Józef Rospond, oficer rezerwy Wojska Polskiego, kierownik spółdzielni w Liszkach, skatowany przed rozstrzelaniem do nieprzytomności.
Pacyfikacja Liszek nie była jedyną w tym miejscu i czasie. 1 lipca 1943 r. niemieckie formacje policyjne przeprowadziły pacyfikację wsi Kaszów, mordując nie mniej niż 24 osoby .

### Pacyfikacja Piekar

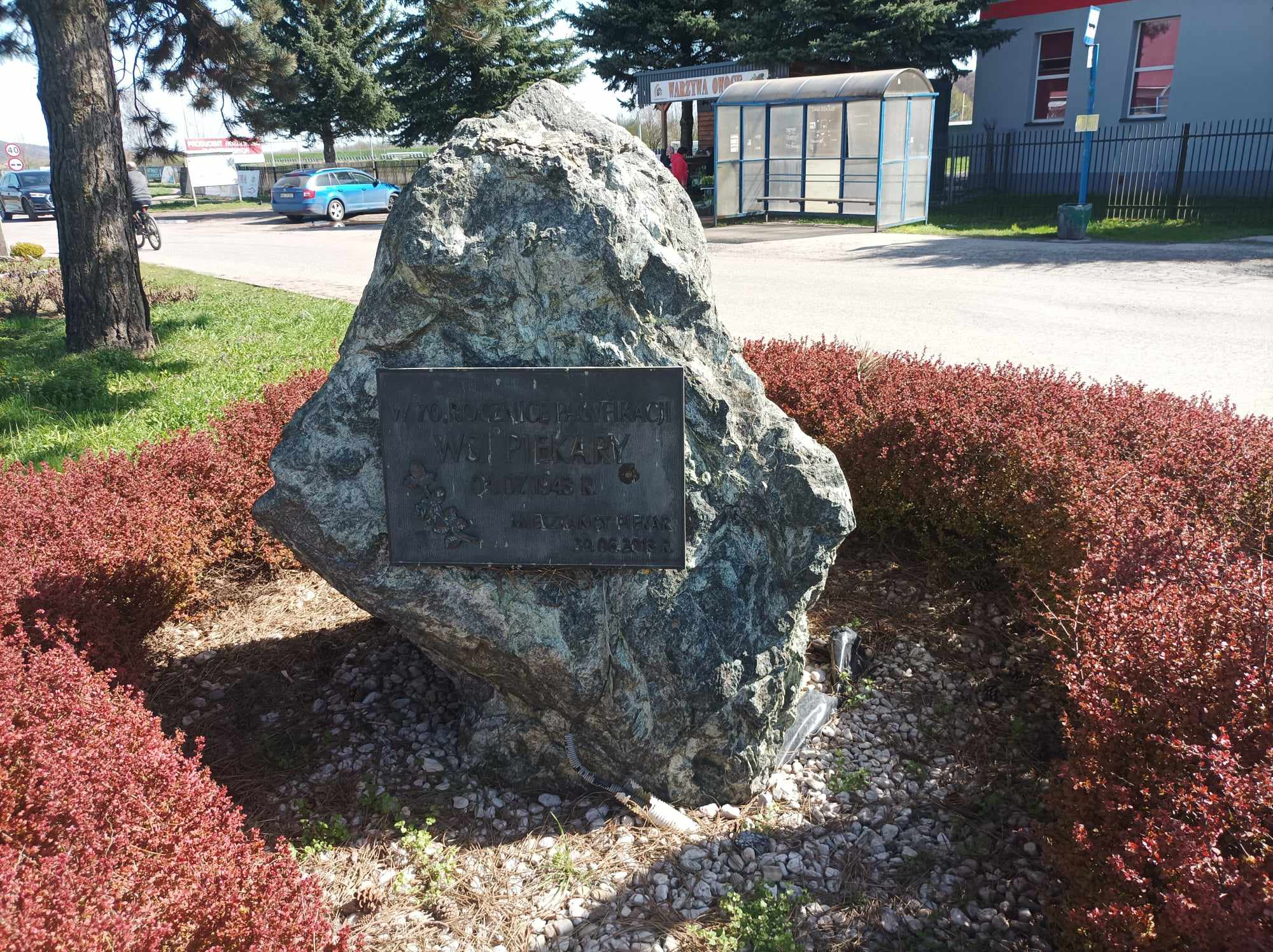
Pomnik pacyfikacji Piekar

Tego samego dnia przeprowadzono też pacyfikację sąsiedniej miejscowości Piekary, Niemcy spędzili mieszkańców na pastwisko nad Wisłą, gdzie musieli leżeć cały dzień bezruchu, bez jedzenia i wody. Dzięki interwencji żandarma pochodzenia austriackiego o nazwisku Pawluk który zapewnił o lojalności piekarskiej ludności względem Trzeciej Rzeszy, oraz sołtysa Józefa Ludwikowskiego, oprawcy odstąpili ostatecznie od egzekucji.

## Śledztwo

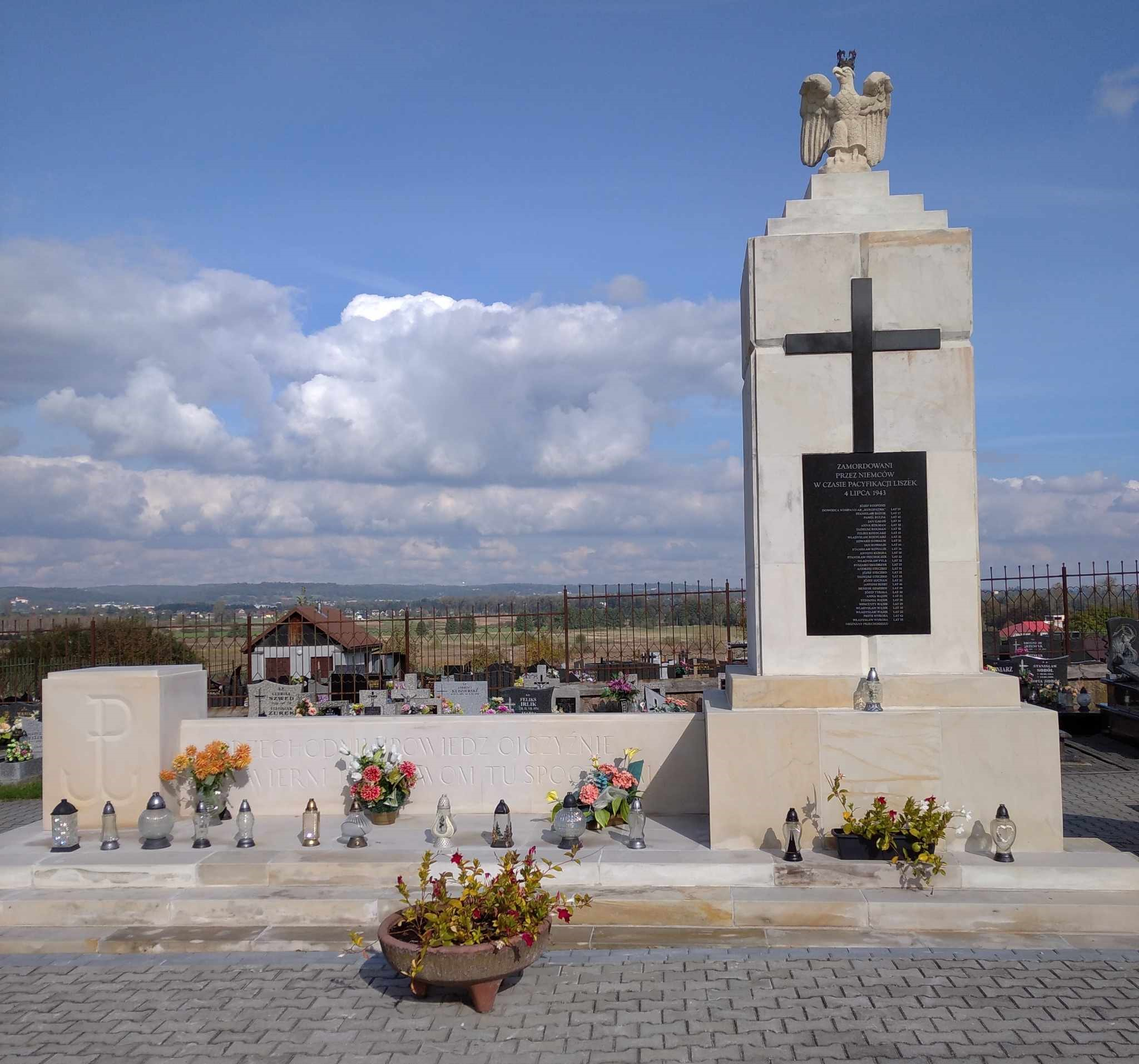
Pomnik w miejscu wspólnej mogiły ofiar pacyfikacji na cmentarzu w Liszkach

Po upadku PRL-u nieliczni żyjący jeszcze świadkowie tamtych wydarzeń, zeznali że bezpośrednią przyczyną akcji pacyfikacyjnej był napad na mleczarnię, dokonany przez oddział Gwardii Ludowej w nocy z 30 czerwca na 1 lipca 1943 r. we wsi Rybna.
Szacuje się akcje pacyfikacyjne, które przetoczyły się przez Generalne Gubernatorstwo w latach 1943-44 dotknęły około 10 tysięcy wsi.

## Upamiętnienie
W 9 lipca 2023 roku odbyły się uroczystości rocznicowe organizowane przez wójta Liszek Pawła Misia. Uczestniczyli w nich dyrektor Oddziału IPN w Krakowie dr Filip Musiał, dyrektor generalna Małopolskiego Urzędu Wojewódzkiego w Krakowie Angelika Bodziony-Durych.